# قلب مقدس
ارادت به قلب مقدس (همچنین به عنوان قلب بسیار مقدس عیسی ، به لاتین Sacratissimum Cor Iesu نیز شناخته می‌شود) یکی از عبادت‌های کاتولیک است که به‌طور گسترده انجام می‌شود و در آن قلب عیسی به عنوان نمادی از عشق بی‌کران و پرشور "خدا به بشریت " دیده می‌شود. این عبادت عمدتاً در کلیسای کاتولیک مورد استفاده قرار می‌گیرد و به دنبال آن کلیسای عالی آنگلیکان، لوتری‌ها و برخی از ارتدکس‌های آیین غربی مورد استفاده قرار می‌گیرد. در کلیسای لاتین، مراسم رسمی مقدس‌ترین قلب عیسی سومین جمعه پس از پنطیکاست برگزار می‌شود. ۱۲ قول مقدس‌ترین قلب عیسی نیز بسیار محبوب است.
این عبادت به ویژه به آنچه کلیسا عشق و عطوفت دیرپای قلب مسیح نسبت به بشریت می‌داند مربوط می‌شود. رواج این عبادت در شکل امروزی آن از یک راهبه کاتولیک رومی اهل فرانسه، مارگارت مری آلاکوک، شروع شده‌است که گفت که این عبادت را از عیسی مسیح در طی یک سری مشاهدات به او بین سال‌های ۱۶۷۳ و ۱۶۷۵ به و بعداً، در قرن نوزدهم، از مکاشفات عرفانی یک راهبه کاتولیک دیگر در پرتغال، مری قلب الهی دروسته زو ویشرینگ، که به نام مسیح درخواست کرد، پاپ لئوی سیزدهم تمام جهان را به قلب مقدس وقف کند آموخته‌است. پیشینیان این عبادت امروزی بدون شک در قرون وسطی در جنبه‌های مختلف عرفان کاتولیک، به ویژه با گرتروده بزرگ ظهور کردند. 

## نگارخانه

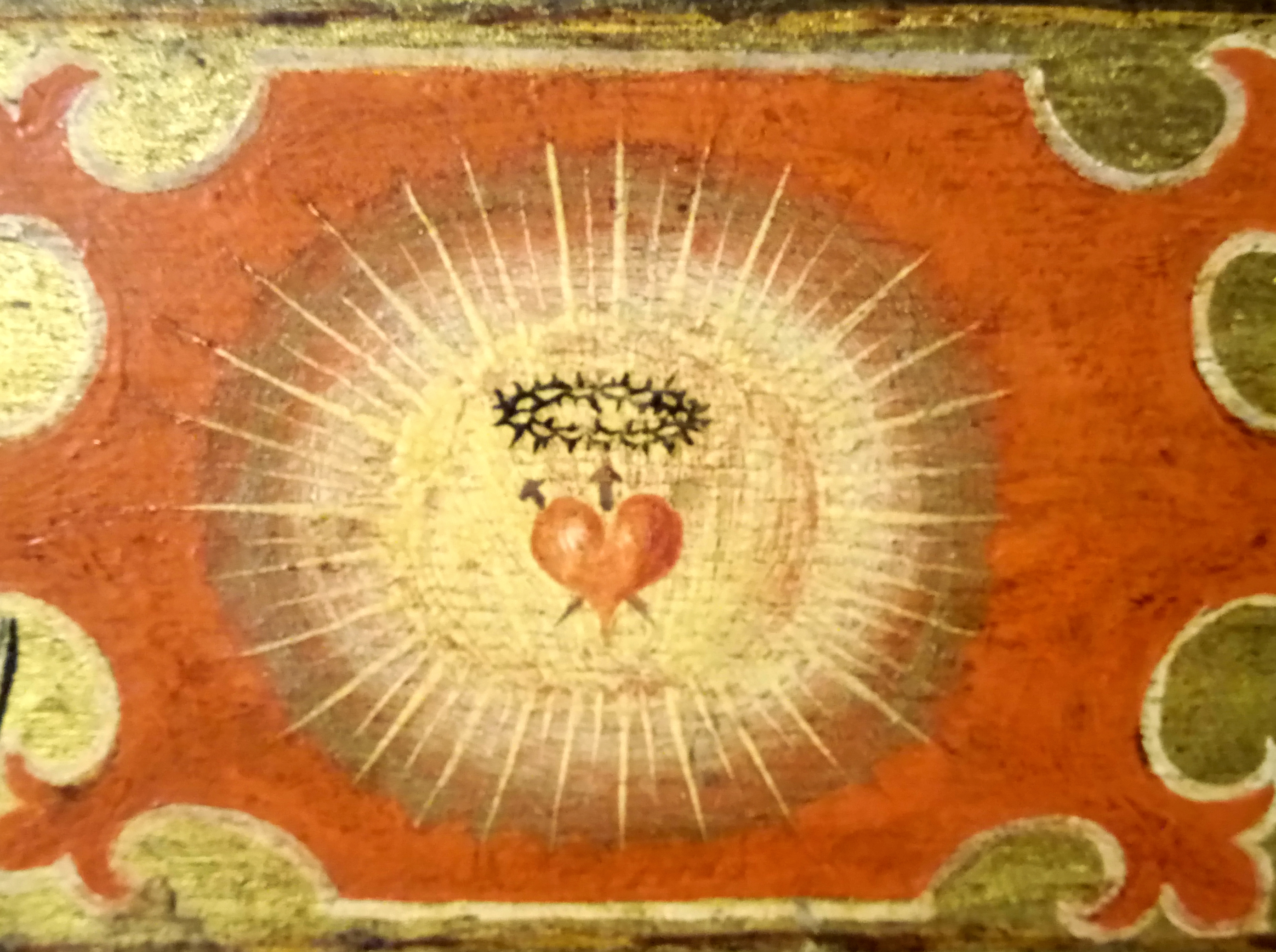
روشنگری بدنی و معنوی قلب مقدس عیسی (تصویر در کلیسای Saint-Gervais-et-Saint-Protais، پاریس، فرانسه)
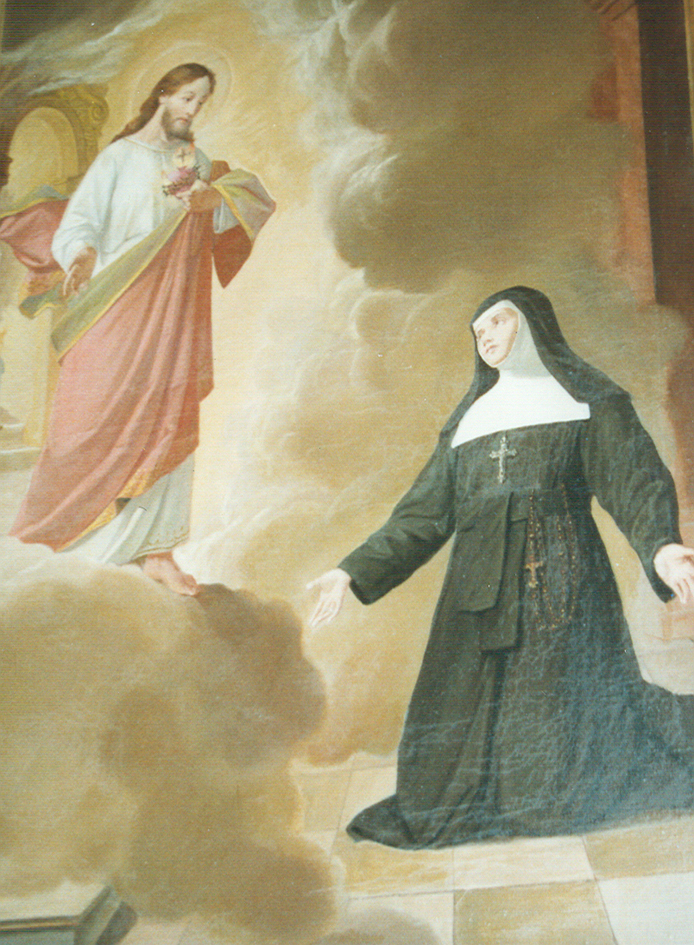
نقاشی نشان‌دهنده آشکار شدن قلب مقدس به قدیس مارگارت مری آلاکوک
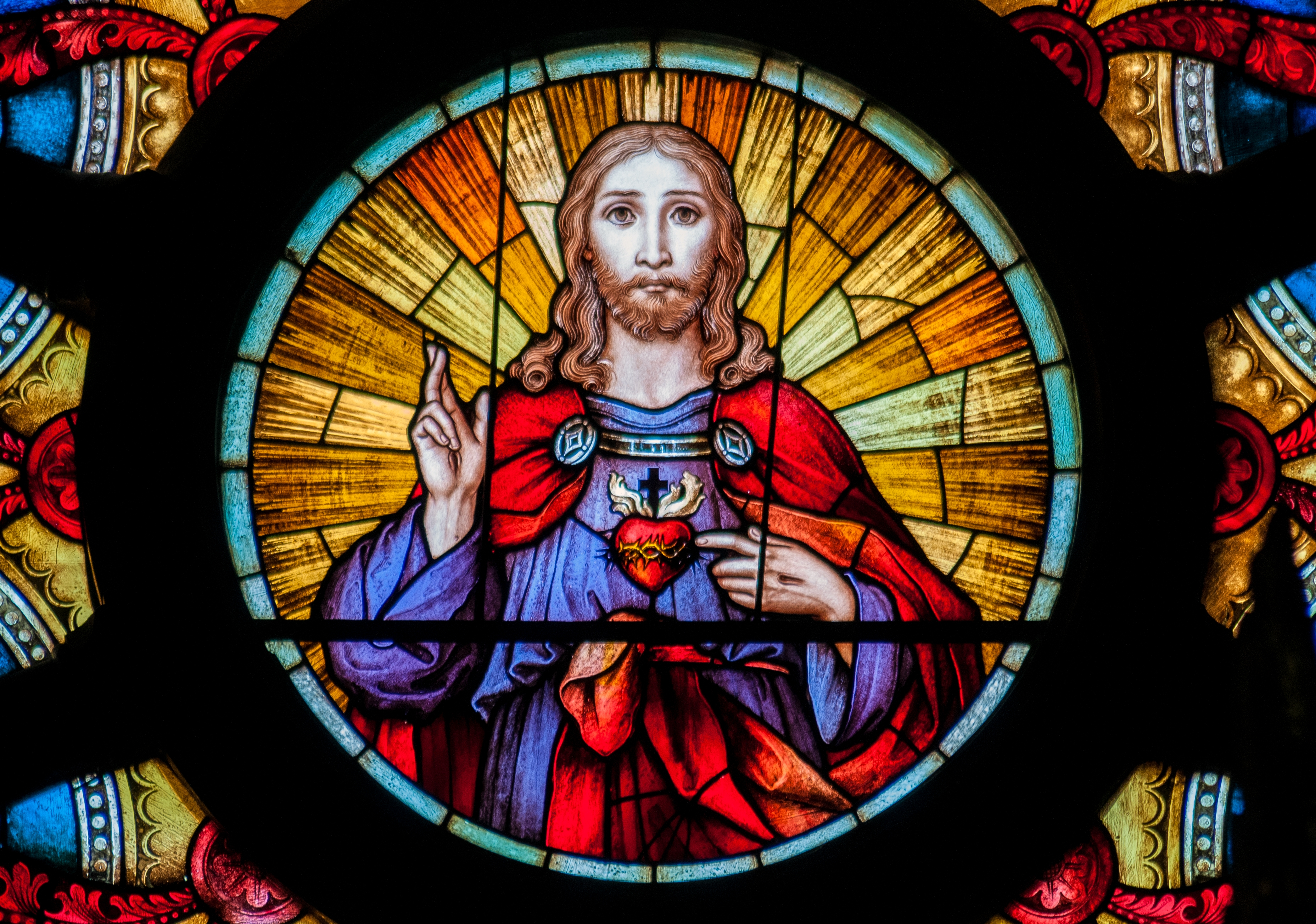
طرحی از قلب مقدس در شیشه‌های رنگی کلیسایی در سائو پائولو